# Византийская академия
Византийская академия (итал. Accademia Bizantina) – итальянский оркестр, специализирующийся на музыке XVII-XVIII вв. в аутентичном исполнении.

## История
Создан в 1983 в Равенне. С 1996 им руководит пианист и дирижёр Оттавио Дантоне, выступающий также как клавесинист. Оркестр гастролировал в странах Европы, в Японии, Израиле, Мексике, США. 

## Репертуар
Оркестром исполнены и записаны сочинения Вивальди, Галуппи, Альбинони, Корелли, Перголези, Спонтини, Пёрселла, Генделя, Гайдна, Моцарта, concerti grossi  и другие произведения Алессандро Скарлатти, кантаты и клавесинные концерты Баха и др. 

## Творческое содружество
С оркестром выступают и записываются Андреас Шолль, Роберта Инверницци, Сандрин Пьо, Соня Прина, Сара Мингардо.

## Признание
Премия Золотой диск (2005) и другие награды.